# Elena Ugolini
Elena Ugolini (Rimini, 9 giugno 1959) è una politica e funzionaria italiana, sottosegretaria di Stato al Ministero dell'istruzione, dell'università e della ricerca dal 29 novembre 2011 al 28 aprile 2013 nel governo Monti.

## Biografia
Sposata con quattro figli, si laurea con lode in Filosofia presso l'Università di Bologna nel 1984. Nel 1985 consegue l'abilitazione all'insegnamento di filosofia e storia, filosofia e scienze dell'educazione ai Licei, materie letterarie alle medie con concorso ordinario. Dal 1985 inizia a insegnare storia e filosofia al liceo paritario "Malpighi" di Bologna, di cui diviene poi preside nel 1993.

### Funzionaria e sottosegretaria al Miur
Nel 1998 viene nominata dall'allora Ministro della pubblica istruzione Luigi Berlinguer nella cosiddetta "Commissione dei saggi" che preparò la riforma Berlinguer. A luglio 2001 entra nel gruppo di lavoro voluto dal Ministro Letizia Moratti per la predisposizione degli indirizzi concernenti il nuovo sistema di valutazione del sistema scolastico italiano. Ha ricoperto negli anni diversi incarichi presso l'INVALSI: dal 2002 nel Comitato tecnico scientifico, poi nel consiglio direttivo, da gennaio 2007 ne è stata commissario straordinario, insieme a Piero Cipollone e a Paola Reggiani, e nell'ottobre 2008 è stata nominata membro del Comitato di Indirizzo.
Dal 2011 al 2013 è stata sottosegretario di Stato al Ministero dell'istruzione, dell'università e della ricerca, sotto il ministro Francesco Profumo, nel governo Monti. Al termine dell'incarico, nel maggio 2013 è tornata alla cattedra di preside del liceo paritario "Malpighi" di Bologna. Nel 2014 collabora all'avvio del progetto DESI (Dual Education System Italy) che coinvolge le aziende Ducati, Lamborghini, le scuole statali Aldini e Belluzzi, la direzione dell'Ufficio Scolastico Regionale e la Regione Emilia-Romagna.
Negli anni promuove numerose altre attività tra cui un piano di formazione nazionale sulle indicazioni dei nuovi licei, la realizzazione del centro per le difficoltà di apprendimento Casanova-Tassinari aperto a tutti gli studenti della città di Bologna, coordina la nascita e lo sviluppo del laboratorio didattico "Fisica in Moto" all'interno dell'azienda Ducati, ora inserito nelle azioni di sistema del Piano Nazionale Lauree Scientifiche promosso dal MIUR e aperto a tutti gli studenti italiani ed europei.

### Elezioni regionali in Emilia-Romagna del 2024
L'8 luglio 2024 annuncia la propria candidatura da indipendente alla presidenza della Regione Emilia-Romagna per le elezioni regionali, previste per novembre e indette in seguito alle dimissioni anticipate del presidente in carica Stefano Bonaccini, eletto al Parlamento europeo, ottenendo poi il 25 luglio il sostegno di tutta la coalizione di centro-destra con quattro liste: Fratelli d'Italia, Lega-Il Popolo della Famiglia, Forza Italia-Noi Moderati e la lista civica Rete Civica - Elena Ugolini Presidente. Inoltre, ha ricevuto il sostegno di Unione di Centro, Alternativa Popolare e Indipendenza!. Con circa 650.000 voti pari al 40% arriva seconda dietro a Michele De Pascale (56%).